# Block Lake (Südgeorgien)
Block Lake ist ein See auf Südgeorgien im Südatlantik. Er liegt westnordwestlich der Walfangstation Husvik im Karrakatta Valley. Der See wurde aufgestaut und diente als Reservoir für die Station.
Das UK Antarctic Place-Names Committee benannte den See 1991 nach William Charles Block (* 1937). Der Zoologe Block erforschte wirbellose Tiere und war seit 1976 Leiter der Abteilung für terrestrische Zoologie und Mikrobiologie des British Antarctic Survey. Er arbeitete viele Sommer auf Südgeorgien und Signy Island.